# Friedrich Sellow
Friedrich Sellow (ou Sello) (12 mars 1789 à Potsdam – octobre 1831 à Rio Doce, Brésil) est un botaniste et naturaliste prussien qui est l'un des premiers à étudier la flore du Brésil.

## Biographie
Friedrich Sellow est le fils aîné de Carl Julius Samuel Sello, qui était jardinier à la cour royale de Potsdam. Dans sa jeunesse, Friedrich Sellow commence par apprendre le métier de jardinier avec ses parents à Potsdam, puis il part travailler et étudier au Jardin botanique de Berlin, sous la protection de Carl Ludwig Willdenow (1765-1812). En 1810, Sellow entreprend un voyage d'études à Paris où il assiste aux conférences scientifiques de Georges Cuvier (1769-1832) et de Jean-Baptiste Lamarck (1744-1829) tout en travaillant au Jardin des Plantes.
L'année suivante, à l'aide des recommandations et de l'aide financière de son compatriote, le géographe Alexander von Humboldt (1769-1859) il se rend aux Pays-Bas et en Grande-Bretagne où il rencontre les botanistes les plus influents de l'époque. La guerre et le blocus qui oppose alors la France et le Royaume-Uni empêchent Sellow de revenir en Europe continentale pendant un certain temps. Le baron  von Langsdorff (1774-1852), alors diplomate russe à Rio de Janeiro, l'invite à se joindre à une expédition scientifique qu'il est en train d'organiser pour explorer le Brésil. Après des préparatifs, et financé par des botanistes britanniques, il embarque en 1814 pour Rio de Janeiro. Au Brésil, lui et ses collègues sont accueillis par le gouvernement colonial portugais et reçoivent un salaire annuel en tant que fonctionnaires naturalistes. Sellow apprend le portugais et réalise dans un premier temps de courtes excursions scientifiques dans les environs de Rio de Janeiro. Il commence par suivre, entre 1815 et 1817, une expédition conduite par le prince allemand Maximilian zu Wied-Neuwied (1782-1867). Il récolte alors de nombreux spécimens qu'il  envoie à Londres. Une des plantes qu'il découvre, la Sauge écarlate (Salvia splendens), devient rapidement une plante ornementale très populaire en Angleterre et en Allemagne.
Des financements supplémentaires des autorités prussiennes permettent à Sellow d'entreprendre de nombreuses autres expéditions dans le sud du Brésil et en Uruguay durant les onze années suivantes. Dans ces expéditions, il voyage dans les régions inexplorées du pays, et recueille des milliers de plantes, de graines, d'échantillons de bois, d'insectes et de minéraux, dans la plus grande tradition naturaliste du XIXe siècle. Ses riches collections sont envoyées aux jardins botaniques du Brésil, de Portugal, d'Angleterre et d'Allemagne. Parmi les graines de d'Amérique du Sud envoyées par Sellow on trouve deux nouvelles espèces de plantes ornementales, le bégonia (Begonia ×semperflorens-cultorum) et le pétunia blanc (Petunia axillaris), qui deviennent rapidement très populaires sur les balcons des foyers en Allemagne, Suisse et Autriche.
Dans l'une de ses expéditions ethnographiques, Sellow accompagne le diplomate et naturaliste allemand Ignaz von Olfers (1793-1872), qui deviendra plus tard le premier directeur général des Musées royaux prussiens. Les collections botaniques récoltées par Sellow sont aujourd'hui conservées et exposées au Musée d'histoire naturelle et au Musée d'ethnographie de Berlin. Ces collections comprennent également de nombreux échantillons zoologiques, ethnographiques et des dessins originaux provenant de ses carnets de voyages.
Malheureusement, Sellow meurt en se noyant dans le Rio Doce, en octobre 1831, à l'âge de 42 ans. La richesse de ses collections et ses nombreuses contributions à la connaissance de la flore brésilienne en font l'un des botanistes les plus importants du Brésil. Un journal botanique brésilien porte son nom, Sellowia, publié à Itajaí dans l'État de Santa Catarina.